# Kanton Les Abymes-1
Kanton Les Abymes-1 (francouzsky Canton des Abymes-1) je francouzský kanton v departementu Guadeloupe v regionu Guadeloupe. Tvoří ho část obce Les Abymes.